# Collegio elettorale di Villafranca di Verona (Camera dei deputati)
Il collegio di Villafranca di Verona fu un collegio elettorale uninominale della Repubblica Italiana per l'elezione della Camera dei deputati. Apparteneva alla circoscrizione Veneto 1 e fu utilizzato per eleggere un deputato nella XII, XIII e XIV legislatura.
Venne istituito nel 1993 con la cosiddetta Legge Mattarella (Legge n. 277, Nuove norme per l'elezione della Camera dei deputati), attuata in seguito al referendum abrogativo del 1993. La legge istituì per la Camera dei deputati e per il Senato della Repubblica un sistema di elezione misto, in parte maggioritario e in parte proporzionale. Il 75% dei parlamentari dell'assemblea veniva eletto in collegi uninominali tramite sistema maggioritario a turno unico; il restante 25% alla Camera veniva eletto tramite sistema proporzionale con liste bloccate.
Il collegio venne abolito insieme a tutti gli altri che costituivano la Camera con la promulgazione della legge elettorale successiva, la cosiddetta Legge Calderoli. Questa prevedeva un sistema proporzionale con premio di maggioranza, che alla Camera veniva attribuito a livello nazionale.

## Territorio
Il collegio di Villafranca di Verona era uno dei 37 collegi uninominali in cui era suddiviso il Veneto e, come previsto dal D.Lgs. del 20 dicembre 1993 n. 536, era interamente compreso nella provincia di Verona e comprendeva i seguenti comuni: Bovolone, Castel d'Azzano, Concamarise, Erbè, Isola della Scala, Mozzecane, Nogarole Rocca, Povegliano Veronese, Salizzole, Sommacampagna, Trevenzuolo, Valeggio sul Mincio, Vigasio e Villafranca di Verona.

## Eletti
| Elezione | Elezione                 | Deputato         | Partito                 |
| -------- | ------------------------ | ---------------- | ----------------------- |
|          | 1994                     | Antonio Piva     | Polo delle Libertà (FI) |
| 1996     | Polo per le Libertà (FI) | Antonio Piva     |                         |
|          | 2001                     | Federico Bricolo | Casa delle Libertà (LN) |

## Dati elettorali

### XII legislatura

#### Risultati proporzionale
| Coalizioni        | Coalizioni                          | Liste                               | Liste                               | Voti   | %     |
| ----------------- | ----------------------------------- | ----------------------------------- | ----------------------------------- | ------ | ----- |
|                   | Polo delle Libertà                  |                                     | Forza Italia                        | 20.688 | 26,37 |
|                   | Polo delle Libertà                  | Lega Nord                           | 17.112                              | 21,82  |       |
| Totale coalizione | Totale coalizione                   | 37.800                              | 48,19                               |        |       |
|                   | Patto per l'Italia                  |                                     | Partito Popolare Italiano           | 12.274 | 15,65 |
|                   | Patto per l'Italia                  | Patto Segni                         | 5.093                               | 6,49   |       |
| Totale coalizione | Totale coalizione                   | 17.367                              | 22,14                               |        |       |
|                   | Progressisti                        |                                     | Partito Democratico della Sinistra  | 5.911  | 7,54  |
|                   | Progressisti                        | Rifondazione Comunista              | 2.559                               | 3,26   |       |
|                   | Progressisti                        | Federazione dei Verdi               | 2.395                               | 3,05   |       |
|                   | Progressisti                        | Partito Socialista Italiano         | 1.211                               | 1,54   |       |
|                   | Progressisti                        | Alleanza Democratica                | 896                                 | 1,14   |       |
| Totale coalizione | Totale coalizione                   | 12.972                              | 16,53                               |        |       |
|                   | Alleanza Nazionale                  | Alleanza Nazionale                  | Alleanza Nazionale                  | 7.702  | 9,82  |
|                   | Lega Autonomia Veneta               | Lega Autonomia Veneta               | Lega Autonomia Veneta               | 1.493  | 1,90  |
|                   | Iniziativa dei Popolari Democratici | Iniziativa dei Popolari Democratici | Iniziativa dei Popolari Democratici | 735    | 0,94  |
|                   | Partito della Legge Naturale        | Partito della Legge Naturale        | Partito della Legge Naturale        | 370    | 0,47  |
| Totale            | Totale                              | Totale                              | Totale                              | 78.439 |       |

#### Risultati uninominale
|                               | Antonio Piva ✔️ Eletto | Polo delle Libertà (FI - LN - CCD - UDC) | 40 950 | 52,72 |  |  |  |  |  |
|                               | Moreno Morando         | Patto per l'Italia                       | 14 236 | 18,33 |  |  |  |  |  |
|                               | Silvia Mostarda        | Progressisti                             | 12 524 | 16,12 |  |  |  |  |  |
|                               | Giorgio Turrina        | Alleanza Nazionale                       | 7 402  | 9,53  |  |  |  |  |  |
|                               | Francesco Messana      | Iniziativa dei Popolari Democratici      | 2 557  | 3,29  |  |  |  |  |  |
| Totale                        | Totale                 | Totale                                   | 77 669 | 100   |  |  |  |  |  |
|                               |                        |                                          |        |       |  |  |  |  |  |
| Fonte: Ministero dell'interno |                        |                                          |        |       |  |  |  |  |  |

### XIII legislatura

#### Risultati proporzionale
| Coalizioni        | Coalizioni                         | Liste                              | Liste                                     | Voti   | %     |
| ----------------- | ---------------------------------- | ---------------------------------- | ----------------------------------------- | ------ | ----- |
|                   | Polo per le Libertà                |                                    | Forza Italia                              | 14.372 | 18,53 |
|                   | Polo per le Libertà                | Alleanza Nazionale                 | 11.044                                    | 14,24  |       |
|                   | Polo per le Libertà                | CCD-CDU                            | 5.111                                     | 6,59   |       |
| Totale coalizione | Totale coalizione                  | 30.527                             | 39,36                                     |        |       |
|                   | Lega Nord                          | Lega Nord                          | Lega Nord                                 | 21.193 | 27,32 |
|                   | L'Ulivo                            |                                    | Popolari per Prodi (PPI-SVP-PRI-UD-Prodi) | 6.509  | 8,39  |
|                   | L'Ulivo                            | Partito Democratico della Sinistra | 6.392                                     | 8,24   |       |
|                   | L'Ulivo                            | Rinnovamento Italiano              | 3.267                                     | 4,21   |       |
|                   | L'Ulivo                            | Federazione dei Verdi              | 1.716                                     | 2,21   |       |
| Totale coalizione | Totale coalizione                  | 17.884                             | 23,05                                     |        |       |
|                   | Progressisti                       |                                    | Rifondazione Comunista                    | 3.197  | 4,12  |
|                   | Unione Nord Est                    | Unione Nord Est                    | Unione Nord Est                           | 2.536  | 3,27  |
|                   | Lista Pannella - Sgarbi            | Lista Pannella - Sgarbi            | Lista Pannella - Sgarbi                   | 1.195  | 1,54  |
|                   | Mani Pulite                        | Mani Pulite                        | Mani Pulite                               | 578    | 0,75  |
|                   | Movimento Sociale Fiamma Tricolore | Movimento Sociale Fiamma Tricolore | Movimento Sociale Fiamma Tricolore        | 455    | 0,59  |
| Totale            | Totale                             | Totale                             | Totale                                    | 77.565 |       |

#### Risultati uninominale
|                               | Antonio Piva ✔️ Eletto | Polo per le Libertà             | 26 599 | 34,50 |  |  |  |  |  |
|                               | Luigi Lovato           | Lega Nord                       | 23 908 | 31,01 |  |  |  |  |  |
|                               | Lucio Campagnola       | L'Ulivo - Lega Autonomia Veneta | 21 608 | 28,02 |  |  |  |  |  |
|                               | Marco Stanzial         | Unione Nord Est                 | 2 876  | 3,73  |  |  |  |  |  |
|                               | Stefano Filippi        | Mani Pulite                     | 2 115  | 2,74  |  |  |  |  |  |
| Totale                        | Totale                 | Totale                          | 77 106 | 100   |  |  |  |  |  |
|                               |                        |                                 |        |       |  |  |  |  |  |
| Fonte: Ministero dell'interno |                        |                                 |        |       |  |  |  |  |  |

### XIV legislatura

#### Risultati proporzionale
| Coalizioni        | Coalizioni              | Liste                   | Liste                                 | Voti   | %     |
| ----------------- | ----------------------- | ----------------------- | ------------------------------------- | ------ | ----- |
|                   | Casa delle Libertà      |                         | Forza Italia                          | 28.805 | 36,65 |
|                   | Casa delle Libertà      | Lega Nord               | 8.789                                 | 11,18  |       |
|                   | Casa delle Libertà      | Alleanza Nazionale      | 8.337                                 | 10,61  |       |
|                   | Casa delle Libertà      | CCD-CDU                 | 3.287                                 | 4,18   |       |
|                   | Casa delle Libertà      | Nuovo PSI               | 652                                   | 0,83   |       |
| Totale coalizione | Totale coalizione       | 49.870                  | 63,45                                 |        |       |
|                   | L'Ulivo                 |                         | La Margherita (Dem - PPI - RI- UDEUR) | 9.023  | 11,48 |
|                   | L'Ulivo                 | Democratici di Sinistra | 5.629                                 | 7,16   |       |
|                   | L'Ulivo                 | Il Girasole (FdV - SDI) | 1.718                                 | 2,19   |       |
|                   | L'Ulivo                 | Comunisti Italiani      | 904                                   | 1,15   |       |
| Totale coalizione | Totale coalizione       | 17.274                  | 21,98                                 |        |       |
|                   | Lista Di Pietro         | Lista Di Pietro         | Lista Di Pietro                       | 3.280  | 4,17  |
|                   | Rifondazione Comunista  | Rifondazione Comunista  | Rifondazione Comunista                | 2.371  | 3,02  |
|                   | Lista Pannella - Bonino | Lista Pannella - Bonino | Lista Pannella - Bonino               | 1.771  | 2,25  |
|                   | Democrazia Europea      | Democrazia Europea      | Democrazia Europea                    | 1.585  | 2,02  |
|                   | Liga Fronte Veneto      | Liga Fronte Veneto      | Liga Fronte Veneto                    | 1.523  | 1,94  |
|                   | Forza Nuova             | Forza Nuova             | Forza Nuova                           | 860    | 1,09  |
|                   | Abolizione scorporo     | Abolizione scorporo     | Abolizione scorporo                   | 68     | 0,09  |
| Totale            | Totale                  | Totale                  | Totale                                | 78.602 |       |

#### Risultati uninominale
|                               | Federico Bricolo ✔️ Eletto | Casa delle Libertà | 44 289 | 56,21 |  |  |  |  |  |
|                               | Simonetta Brizzi           | L'Ulivo            | 22 965 | 29,15 |  |  |  |  |  |
|                               | Lucio Chiavegato           | Liga Fronte Veneto | 5 320  | 6,75  |  |  |  |  |  |
|                               | Claudio Marongiu           | Lista Di Pietro    | 3 412  | 4,33  |  |  |  |  |  |
|                               | Romano Meneghelli          | Democrazia Europea | 2 807  | 3,56  |  |  |  |  |  |
| Totale                        | Totale                     | Totale             | 78 793 | 100   |  |  |  |  |  |
|                               |                            |                    |        |       |  |  |  |  |  |
| Fonte: Ministero dell'interno |                            |                    |        |       |  |  |  |  |  |